# La Campiña
La Campiña de Guadalajara, és una comarca de la província de Guadalajara situada la part centre i occidental d'aquesta demarcació de Castella-La Manxa. És la comarca més petita i de menys altitud (650 m de mitjana), però també és la més poblada i desenvolupada, ja que està a prop de la capital provincial i de Madrid. Està delimitada pel marge dret del riu Henares i l'esquerra del Jarama.
Tot i que és una comarca ben definida i delimitada, es pot entendre com una subcomarca de la Campiña de Henares, on pertany també la Campiña de Alcalá.
El cap comarcal és Azuqueca de Henares, que ofereix serveis als pobles del voltant. Hi ha gran presència d'indústria gràcies al corredor terrestre de l'autopista R-2, l'autovia A-2 i el ferrocarril.
La geografia física es caracteritza per ser una zona d'àmplies terrasses fluvials que constitueixen riques hortes i camps.

## Municipis
Els principals municipis són:
- Alovera
- Azuqueca de Henares
- Cabanillas del Campo
- Ciruelas
- Copernal
- El Casar
- Espinosa de Henares
- Chiloeches
- Fontanar
- Humanes
- Marchamalo
- Pozo de Guadalajara
- Quer
- Tórtola de Henares
- Uceda
- Valdarachas
- Valdenuño Fernández
- Villanueva de la Torre
- Yunquera de Henares